# Marxisme llibertari
El marxisme llibertari és un conjunt de moviments o teories que combinen les aportacions de Marx i Friedrich Engels i diferents corrents del marxisme amb idees i plantejaments de l'anarquisme i el moviment llibertari. També es relaciona amb el comunisme d'esquerra i l'anarcocomunisme. Distanciant-se del leninisme presenten un rebuig al centralisme, li donen menys èmfasi o rebutgen el partit com a eix de l'organització traspassant-lo a les organitzacions obreres i socials; a més mostren una obertura als drets humans i a la democràcia deliberativa. Inclouen interpretacions alternatives del materialisme dialèctic, la inclusió de teories postmodernes, la crítica cultural, etc.
Expressament es distancien dels elements considerats autoritaris de certes tradicions marxistes com el leninisme, ressaltant l'antiestatisme, el consellisme, la crítica a les avantguardes, el dirigisme, el substituïsme i les organitzacións partidàries.
A partir de maig del 68 hom pot considerar l'eclosió d'aquesta corrent.
Entre d'altres Daniel Guerin ha estat un dels seus destacats difussors. El grup francès Socialisme ou Barbarie de Castoriadis i el primer Debord es pot considerar baix aquest concepte, així com les aportacions teòriques del darrer (La societat de l'espectacle) i el situacionisme. També l'autonomisme. L'historiador britànic E.P. Thompson reivindica el concepte en les seves obres (La misèria de la teoria). Hom pot considerar certa influència en el municipalisme llibertari o el zapatisme.
Juntament amb l'anarquisme, el marxisme llibertari pertany al més ampli socialisme llibertari.